# Харад
Харад (синд. Harad, кв. Hyarmen — юг) — область в Средиземье. Также называется Харадвайт (синд. Haradwaith) из-за живущих там людей; дословно с синдарина «жители юга» — harad (юг) и gwaith (люди, народ).
Людей Харада также зовут харадрим (синд. Haradrim) (в некоторых переводах — хородрим, харадримы или хородримцы), то есть буквально «южане».

## Описание
Краткое описание Арагорном Харадвайта — «Харад, где даже звёзды светят по-иному» — подсказывает, что Харад лежит в южном полушарии, так как ко времени, описываемом во «Властелине Колец», Арда представляет собой шар (до Падения Нуменора мир Арды являлся плоским).
Большая территория Харада — пустыни, хотя есть и джунгли, в которых обитают мумакил — слоноподобные животные, используемые в харадской армии в качестве боевых единиц по подобию боевых слонов в Азии.
Обитатели Харада — во всяком случае, в понимании жителей северо-западного Средиземья — разделены на племена Ближнего и Дальнего Харада, хотя на самом деле племён гораздо больше. Люди Ближнего Харада — преимущественно смуглые, черноволосые и черноглазые, в то время как население Дальнего Харада — имели более тёмные оттенки кожи.
К востоку от Харада лежат земли Кханда. На западном побережье Харада находится крупнейший порт Южного Средиземья — Умбар.

## История
Большую часть Второй Эпохи многими племенами Харада правили нуменорцы, как и всеми жителями побережья. Незадолго до войны Последнего Союза двое нуменорцев, Эрумор и Фуйнур, «получили огромную силу среди Харадрим», но их судьба неизвестна (вероятно, они погибли при осаде Барад-Дура; некоторые полагают, что они вошли в число назгулов Саурона).
Несколько столетий Третьей Эпохи большинством харадрим правили Тёмные Нуменорцы либо короли Гондора, но со временем Харад попал под влияние Мордора до конца эпохи.
Ближний Харад заключил союз с пиратами Умбара и участвовал в серии продолжительных битв с Гондором за его южные территории. Исторически северная граница Харада — река Харнен, но ко времени Войны Кольца все земли к югу от реки Порос находились под властью Харада. Одного из их предводителей, носившего красный флаг с чёрной змеёй, убил король Рохана Теоден в Битве на Пеленнорских Полях в 3019 году Т. Э.
После победы в Войне Кольца Воссоединённое Королевство Гондора и Арнора заключило мир с Харадом.

## Харад и харадрим в адаптациях
В фильме Питера Джексона «Властелин колец: Возвращение короля» образы харадрим были, согласно материалам режиссёрской версии DVD, вдохновлены племенами ацтеков и кирибати.
Харадрим Джексона в Пеленнорской битве сражались только верхом на мумаках, их кавалерия и пехота не показана. Кроме того, в числе харадрим отсутствуют вариаги из Кханда, упоминаемые у Толкина. В фильме отсутствует также и эпизод гибели командующего харадским войском от руки Теодена. Кроме того, если в книге харадрим — преимущественно чернокожие, напоминающие негров или эфиопов, то в экранизации Джексона представители южан (за малым исключением) — европеоиды, а их одежда вызывает ассоциацию с Ближним Востоком.